# Історичний музей (Ботевград)
Історичний музей Ботевграда (болг. Исторически музей в Ботевград) — історичний музей, розташований в болгарському місті Ботевграді. Зараз музей перебуває в центрі міста — на Саранській площі, в реконструйованій будівлі колишньої судової палати. Почав свою діяльність у 1937 році.

## Історична довідка
Музейна справа в громаді Ботевград має глибокі корені й багаті традиції. Перші прояви інтересу до історичної минувшини пов'язані з діяльністю священика Георгія Попдимитрова із села Скравена. Минувшину й старовину також досліджував учитель Георгій Попіванов із Трудовця.
Про необхідність будівлі для музейної колекції в Ботевграді (тоді Орханіє) уперше було сказано в газеті «Орханійські новини» (номер 1 від 10 січня 1927 року), де серед завдань культурно-громадської еліти міста було зазначено створення археологічного музею для читалишта. Першу колекцію було відкрито 1937 року завдяки директорові Ботевградської гімназії Асену Стефанову.
1950 року розширену та збагачену колекцію було переміщено до Народного читалишта «Христо Ботев 1884», де нею довгі роки опікувався місцевий краєзнавець Ташко Нінов. Через два роки колекцію було оголошено державним музеєм, тому для його потреб було надано будівлю колишнього готелю-кафе «Бристоль». 24 травня 1959 року в пристосованій будівлі було урочисто відкрито народний музей, а 1970 року відкрито його другу експозицію. Згодом через реконструкцію міста цю будівлю знесли 1977 року, а музей, без експозицій, перемістили у фондосховище на Болгарському бульварі, 8.
1985 року відбулася перша виставка художнього фонду музею, яка поклала початок музейній художній галереї. За рішенням ради громади, 1988 року музеєві було надано будівлю в центрі міста навпроти годинникової вежі. Там музейна експозиція та художня галерея розміщувалися до 2010 року, коли було реконструйовано судову палату Ботевграда (архітектор — Пенчо Койчев) побудовану в 1930-х роках. Під час робіт будівля отримала ще один поверх, і 3 квітня її було відкрито.

## Діяльність
Історичний музей Ботевграда має розвинуту експозиційну діяльність. Зала «Орханієць» обладнана необхідною технікою для показу презентацій. В установі можливо проводити для відвідувачів художні, прикладні й документальні виставки, зустрічі, бесіди, відкриті уроки, лекції та вшановування. У рамках ініціативи «Мистецький салон» представлено досягнення в царині літератури (літературний клуб «Стамен Панчев»), художнього та прикладного мистецтва. Як культурно-наукова інституція музей розвиває науково-дослідницьку, освітньо-виховну та популяризаторську діяльність, зокрема це організація культурних заходів громади Ботевград.

## Відділи
Фонди музею містять понад 15 тисяч одиниць, зокрема речі, документи, світлини, стародруки, зброю й спорядження, нумізматичні, геральдичні та культурні цінності, художні твори, розподілені між трьома відділами та філією:
- Археологічний відділ
- Відділ історії болгарських земель у XV—XX ст.
- Відділ історії та мистецтва ХХ ст.
- Філія — Кілійне училище в селі Божениця (громада Ботевград)